# Галери Лафайет
Вижте пояснителната страница за други значения на Лафайет.
„Галерѝ Лафайет“ (на френски: Galeries Lafayette) е универсален магазин в Париж, разположен на булевард „Осман“.
Той е собственост на компанията Груп Галери Лафайет, която води началото си от открит през 1894 година малък магазин на ъгъла на улиците „Лафайет“ и „Шосе д'Антен“, в съседство със съвременния магазин, построен през 1912 година.
С търговска площ от 70 хиляди квадратни метра, 25 милиона посетители и 1 милиард евро оборот през 2009 година, днес Галери Лафайет е един от най-големите луксозни магазини в света, изпреварвайки подобни магазини, като Харъдс в Лондон, Блумингдейлс в Ню Йорк и Исетан в Токио.